# Tremendisme
Le tremendisme (de l'espagnol « tremendismo ») est une esthétique littéraire apparue dans la littérature espagnole (le roman et aussi la poésie) au milieu du XXe siècle.

## Présentation
Il se caractérise par une crudité notable dans la présentation de la trame narratrice, associée à une récurrence de situations violentes et dramatiques. La description des personnages, habituellement des êtres marginaux, affectés de défauts physiques ou psychologiques, ou bien issus de milieux frustes et défavorisés (ouvriers ou paysans pauvres, prostituées, criminels, etc.), est faite sur un mode hyper-réaliste et pessimiste. La langue utilisée est dure, grossière, emploie  des termes de jerga (d'argot).
Le tremendismo est sans doute la traduction culturelle des souffrances endurées par les auteurs (et aussi des expériences vécues) pendant la guerre civile espagnole  (1936-1939) et l'après-guerre. Il comporte une certaine part de tendance à l'exagération et à la théâtralisation de la réalité, utilisant pour frapper le lecteur une mise en exergue de situations tragiques dont les héros devront sortir par des moyens extrêmes.
Le roman qui initia le mouvement est La Famille de Pascal Duarte (1942), de Camilo José Cela. Suivirent La fiel infantería  (« La fidèle infanterie ») de García Serrano  (1944), Lola, espejo oscuro (« Lola, miroir obscur ») de Fernández Flórez (1951), etc. Tous ces romans mettent en exergue le côté somatique du tremendisme. Mais ce courant n'exprime pas seulement la violence physique. On peut aussi lire des œuvres dans lesquelles la violence psychologique dépasse les limites de l'entendement humain. C'est ce que Mathurin Ovono Ebè, en relisant La sombra del ciprés es alargada (L'ombre du cyprès est allongée) (1948) de Miguel Delibes, qualifie de "tremendisme psychologique". 
La critique a mis en évidence la filiation existant entre le mouvement du « tremendismo » et la tradition ancienne de la poésie satirique espagnole : La Célestine, les romans picaresques, Quevedo, Baroja, Valle-Inclán, Solana, etc.
En poésie aussi le style « tremendiste » apparut, promu par les tendances ré-humanisatrices de la revue Espadana : elle réagissait contre le style desséché imité de Garcilaso de la Vega, de mise en Espagne dans l'après-guerre.